# Zapateros
Zapateros es una localidad española del municipio de Vianos, perteneciente a la provincia de Albacete, en la comunidad autónoma de Castilla-La Mancha.

## Historia
Hacia 1858, formando ya parte de Vianos, era descrito como una cortijada con una población de 87 habitantes. Hacia 1929 tenía contabilizados 25 edificios y 111 habitantes. En 2022, el núcleo de población tenía empadronados 3 habitantes.